# Tuur Roels
Tuur Roels is een Vlaams acteur en model. In 2010 won Roels de titel Mister Belgium en werd hij derde bij de verkiezing voor Mister Universe. Hij werd bekend door zijn sensuele rol in 2014 in een reclamespotje voor Coca-Cola Light.
Sinds april 2022 speelt hij de rol van Mega Toby in de theatershows van Mega Mindy.

## Televisie
- Sterregem (2024) - als Mega Toby
- Onderhuids (2023) - als Bob
- Billie vs Benjamin (2022) - als Alexander
- Allemaal Chris (2017) - als Jean-Jacques